# Полена (община Корча)
 Тази статия е за селото в Албания.  За селото в България вижте Полена.  
Полена (на албански: Polenë или Polena) е село в Албания, част от община Корча, област Корча.

## География
Селото е разположено югозападно от град Корча.

## История
В XV век в Поляни са отбелязани поименно 198 глави на домакинства. Селото се споменава в османски дефтер от 1530 година под името Пуланя, спахийски зиамет и тимар, с 2 ханета мюсюлмани, 1 мюсюлманин ерген, 11 ханета гяури и 7 ергени гяури.
Александър Синве („Les Grecs de l’Empire Ottoman. Etude Statistique et Ethnographique“), който се основава на гръцки данни, в 1878 година пише, че в Полена (Poléna), Корчанска епархия, живеят 900 гърци.
На Етнографската карта на Битолския вилает на Картографския институт в София от 1901 година Пулян е чисто албанско мюсюлманско село в Корчанската каза на Корчанския санджак с 210 къщи.
До 2015 година е част от община Воскоп.